# Tetramorium melanogyna
Tetramorium melanogyna är en myrart som beskrevs av Mann 1919. Tetramorium melanogyna ingår i släktet Tetramorium och familjen myror. Inga underarter finns listade i Catalogue of Life.